# Internet vozidel
Internet vozidel (IoV) je tvořen vzájemně propojenou sítí vozidel s povoleným internetem věcí (IoT). Díky použití moderní elektroniky a integraci informací pomáhá udržovat tok dopravy, zajišťuje účinnější řízení vozového parku a vyhýbání se nehodám. Použitá elektronika zahrnuje senzory, GPS, zábavní palubní systémy a brzdy.